# Ronnie Boyce
 Ronnie Boyce (East Ham, 1943. január 6. – 2025. február 13.) angol labdarúgó, középpályás, edző.

## Pályafutása
1959 és 1973 között a West Ham United labdarúgója volt, ahol egy angolkupa-győzelmet ért el a csapattal. Tagja volt az 1964–65-ös idényben KEK-győztes együttesnek.
1990-ben ideiglenes a West Ham vezetőedzője volt.

## Sikerei, díjai
West Ham United
- Angol kupa (FA-Cup)
  - győztes: 1964
- Angol szuperkupa (FA Charity Shield)
  - győztes: 1964
- Kupagyőztesek Európa-kupája (KEK)
  - győztes: 1964–65